# Francisco González Manrique
Francisco González Manrique (1698 en Pedroso, La Rioja, España - 1747 en Santa Fe, Bogotá) fue un castellano gobernador y capitán general del Nuevo Reino de Granada y presidente de la Real Audiencia de Santa Fe de Bogotá. Último presidente del gobierno colonial español en el Nuevo Reino de Granada, dando paso al Virreinato de la Nueva Granada hoy Colombia.
Castellano del Castillo de Bocachica.

## Biografía
Oriundo de la villa de Pedroso en La Rioja, España. Hizo la carrera militar desde cadete hasta capitán del Regimiento de Córdoba.
En 1736 obtiene el cargo de castellano del Castillo de San Luis de Bocachica en Cartagena de Indias.
Luego del fallecimiento de su hermano Antonio González Manrique, es confirmado como presidente de la Audiencia de Santafé. Ejerció este cargo hasta el 2 de junio de 1740, cuando le comunicaron que el Virreinato de Nueva Granada se había restablecido por lo cual final de la época colonial, y que se posesionaría en representación del primer virrey de la Nueva Granada Sebastián de Eslava.
Posteriormente la Corona española le designaría como presidente de la Real Audiencia de Santafé, gobernador y capitán de la Guadalajara
Siguió viviendo en Santafé, donde contrajo segundas nupcias, dedicado al comercio de tabaco.
Fue padre de María Tadea González Manrique primera marquesa de San Jorge de Bogotá, casada con el primer marqués Jorge Miguel Lozano de Peralta.
Murió a finales de 1747 sin posesionarse en su última designación, heredó ricas encomiendas a sus hijos, la de Támara y Marcote en los Llanos del Casanaré.